# Mariä Heimsuchung (Großhartpenning)

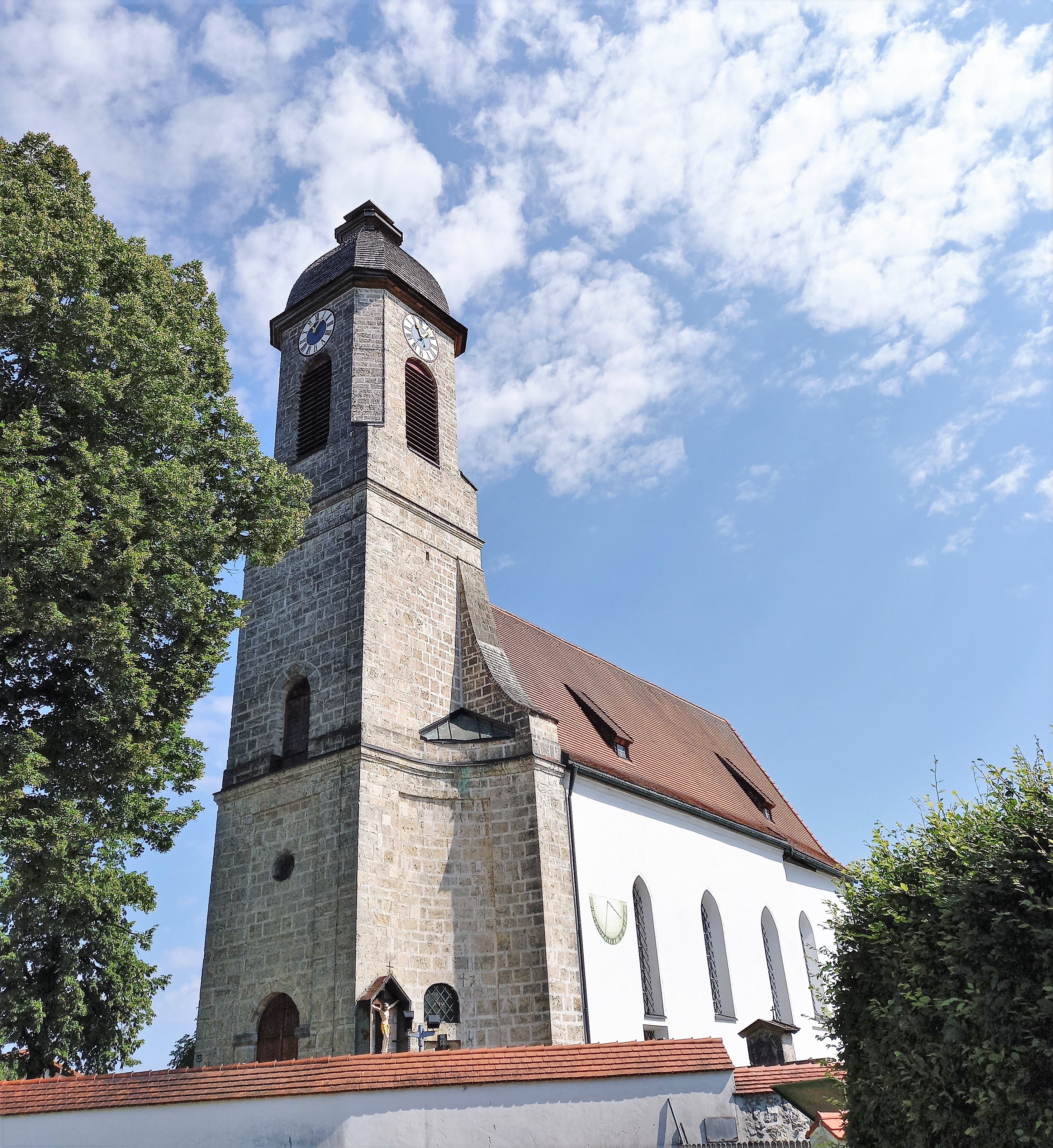
Mariä Heimsuchung in Großhartpenning

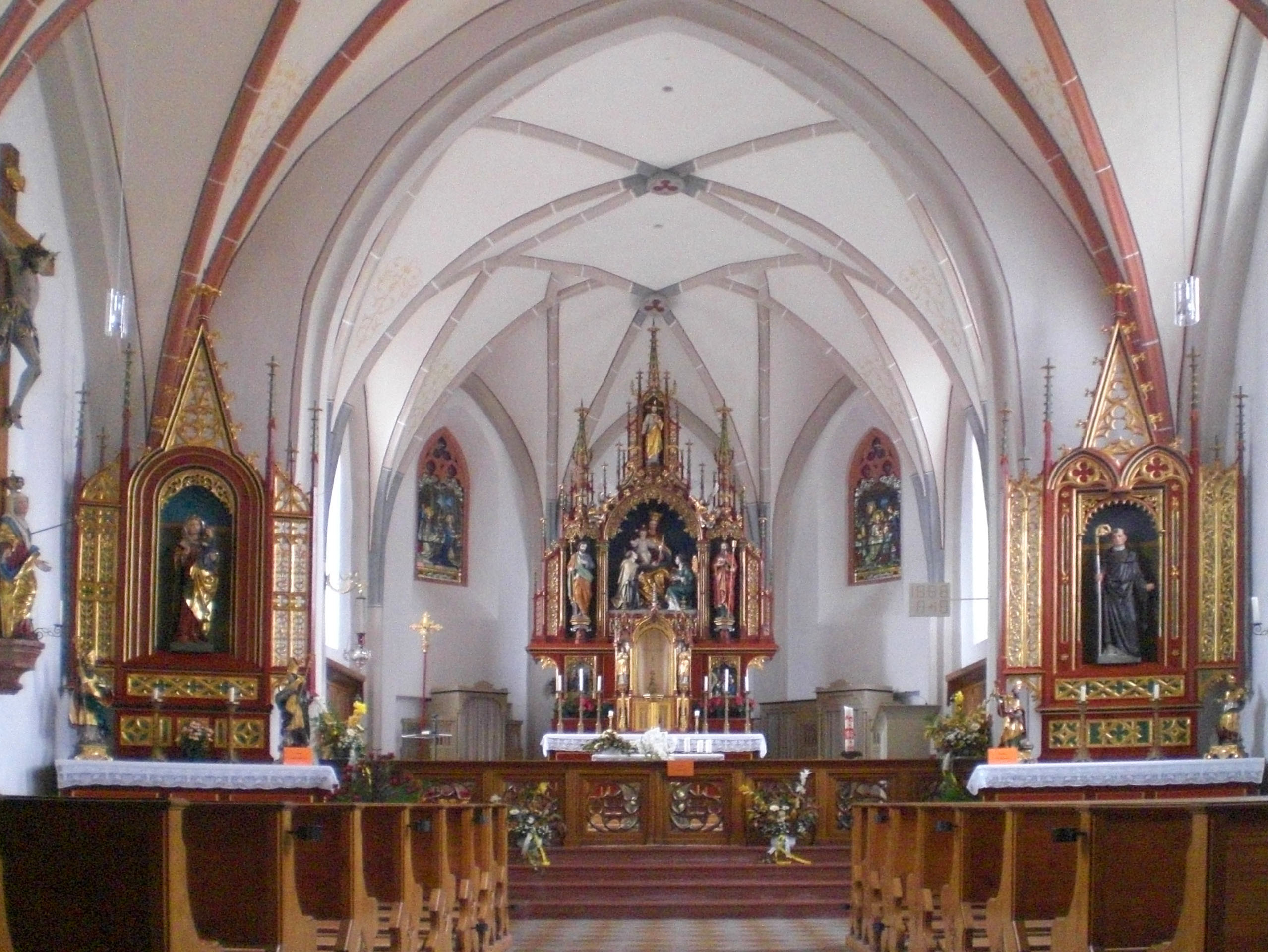
Innenraum

Die römisch-katholische Pfarrkirche Mariä Heimsuchung steht in Großhartpenning, einem Gemeindeteil des Marktes Holzkirchen im oberbayerischen Landkreis Miesbach. Das Bauwerk ist in der Liste der Baudenkmäler in Holzkirchen (Oberbayern) als Baudenkmal unter der Nr. D-1-82-120-39 eingetragen. Die Kirche gehört zum Pfarrverband Holzkirchen-Warngau im Dekanat Miesbach des Erzbistums München und Freising.

## Beschreibung
Die im Kern spätgotische Saalkirche wurde am Anfang des 16. Jahrhunderts erbaut. Sie besteht aus dem Langhaus mit drei Jochen, dem eingezogenen, dreiseitig geschlossenen Chor im Osten und dem 1734 im Westen angebauten Fassadenturm. Zeitgleich entstand im Südosten die mit einer Sakristei verbundene runde Kapelle. Der konkave Anschluss des im obersten Geschoss den Glockenstuhl mit vier Kirchenglocken und die Turmuhr enthaltenden Turms an das Kirchenschiff stammt ebenso wie die Glockenhaube mit bekrönendem Obelisken aus dem Jahr 1804.
Die Flachdecke im Innenraum wurde 1859/60 durch ein Netzgewölbe ersetzt. Die drei neugotischen Altäre, darunter der Hochaltar von 1880, wurden 2003 wieder aufgestellt. Die Orgel wurde 1875 von Max Maerz gebaut.